# Mr. Jarr and the Lady Reformer
Mr. Jarr and the Lady Reformer è un cortometraggio muto del 1915 diretto da Harry Davenport.
Terzo capitolo della serie dedicata dalla Vitagraph alle avventure comiche della famiglia Jarr.

## Produzione
Il film fu prodotto dalla Vitagraph Company of America.

## Distribuzione
Distribuito dalla General Film Company, il film - un cortometraggio in una bobina - uscì nelle sale statunitensi il 22 marzo 1915.